# Gideon Ernst von Laudon

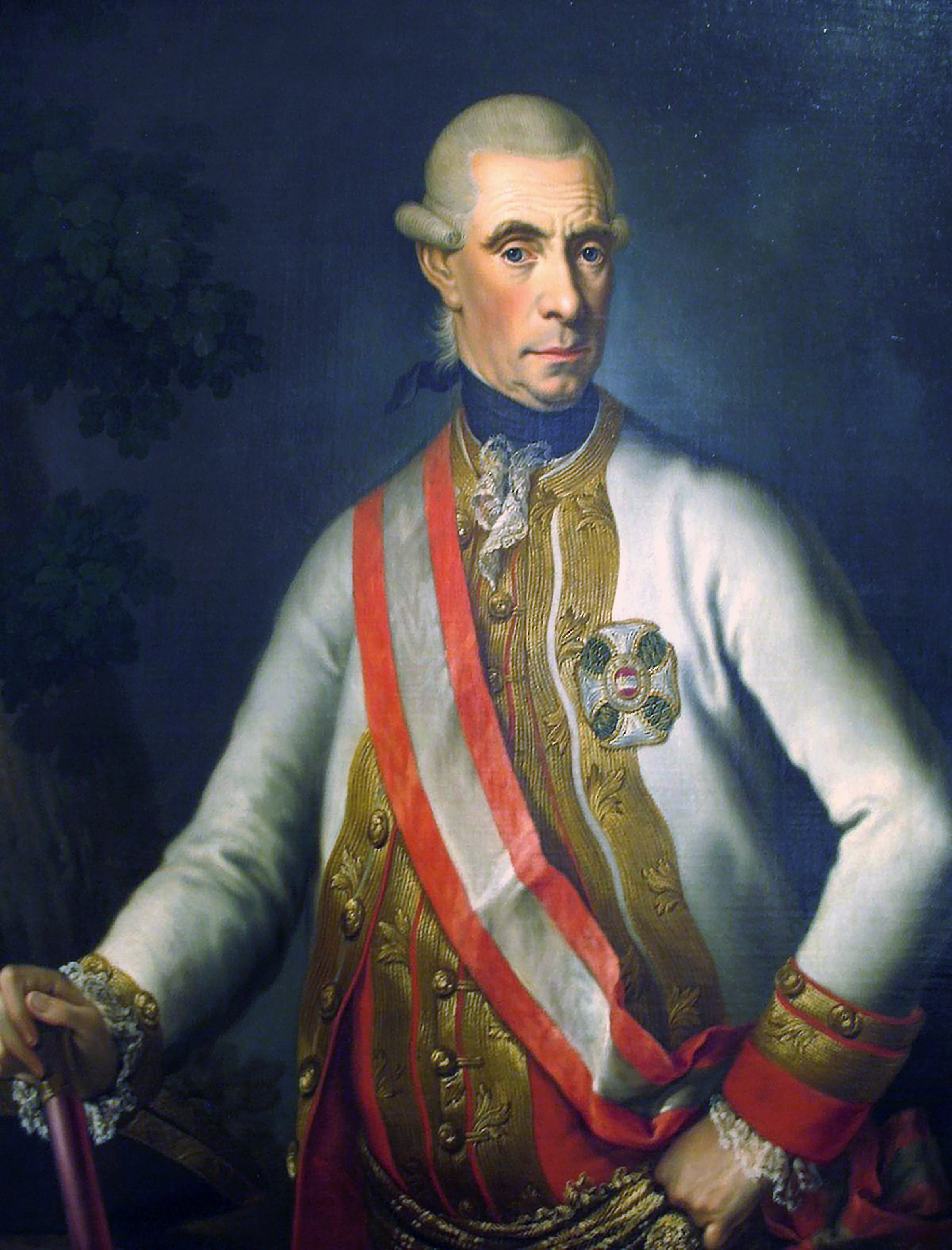
Gideon Ernst von Laudon.

Gideon Ernst von Laudon (eller Loudon), född den 2 februari 1717 i Tootzen i Livland, död den 14 juli 1790 i sitt högkvarter i Neutitschein (Mähren), var en österrikisk friherre och fältmarskalk.

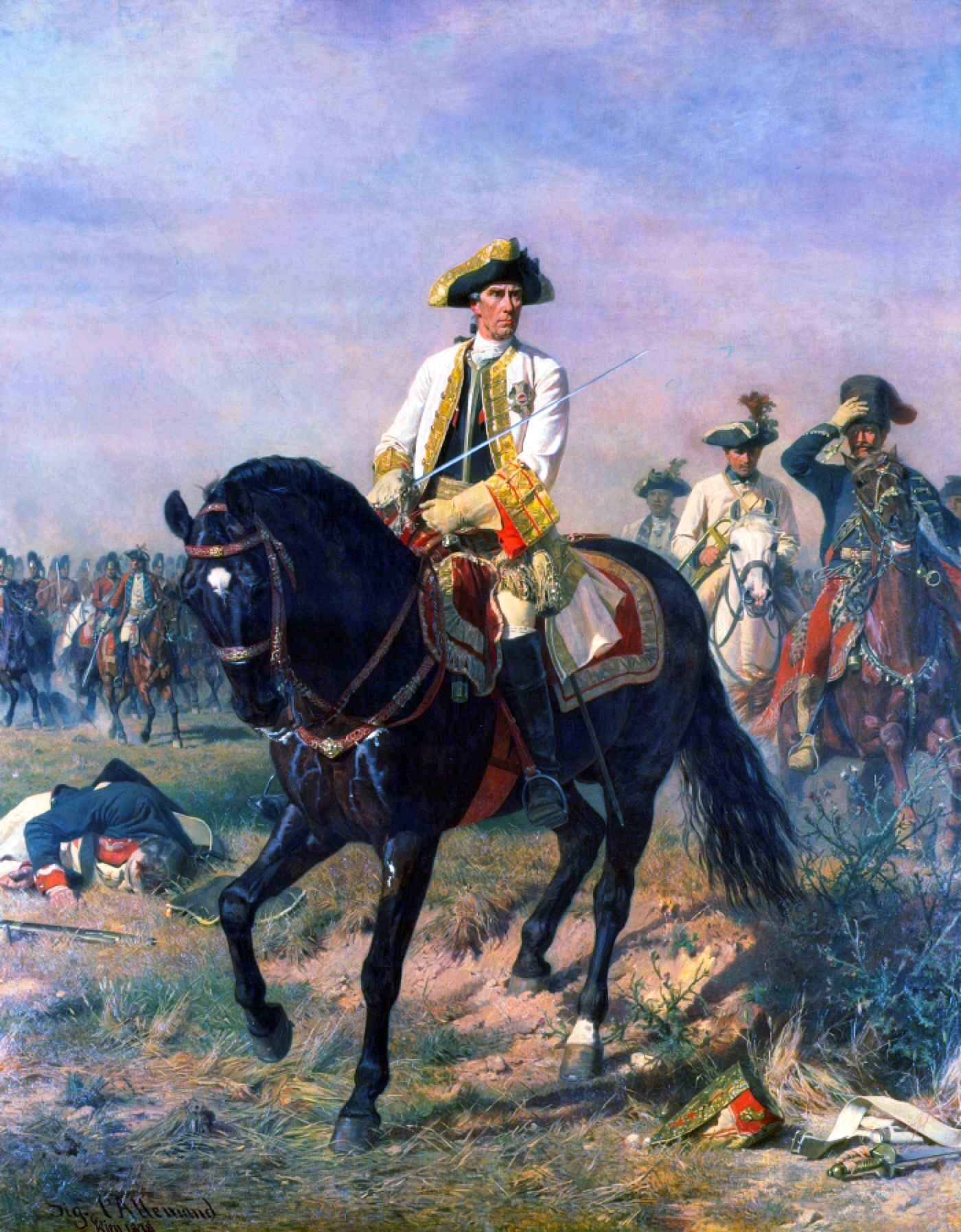
Laudon i slaget vid Kunersdorf, målad av Siegmund L'Allemand.

von Laudon, som tillhörde en ursprungligen skotsk familj, började sin militära bana i rysk tjänst och deltog bland annat 1737-39 i kriget mot turkarna, efter vars slut han som överstelöjtnant lämnade Ryssland och 1742 fick anställning i österrikisk tjänst och utmärkte sig i det då pågående österrikiska tronföljdskriget i det "lilla kriget".
Detta blev ännu mera fallet under sjuårskrigets första år. Bland hans bedrifter då kan särskilt nämnas överfallet vid Hirschfeld den 20 februari 1757, hans deltagande i slaget vid Prag (den 6 maj samma år), efter vilket han blev generalmajor, det av honom förda lilla kriget före och under inneslutningen av Olmütz 1758 samt deltagandet i slaget vid Hochkirch (samma år), varefter han upphöjdes i friherrligt stånd, och vid Kunersdorf (1759).
År 1760 segrade han vid Landeshut och stormade Glatz, men blev samma år slagen vid Liegnitz, efter vilken motgång han dock utförde ett återtåg så skickligt, att det vann Fredrik II:s fulla erkännande. År 1761 erövrade han Schweidnitz. År 1769 blev han generalkommendant i Mähren och 1778 fältmarskalk samt fick vid utbrottet av bayerska tronföljdskriget samma år befälet över den armé, som samlades vid sachsiska gränsen.
Vid utbrottet av kriget mot turkarna 1788 fick han befälet i Kroatien och avgjorde kriget genom stormningen av Belgrad (1789). Då krig med Preussen följande år hotade utbryta, kallades von Laudon till befälet över den sammandragna armén. Carl Otto Nordensvan skriver i Nordisk Familjebok: "L. var obestridligen en af sin tids största härförare, utmärkt för snabb uppfattning, beslutsamhet och djärfhet."